# Eduard Levinstein

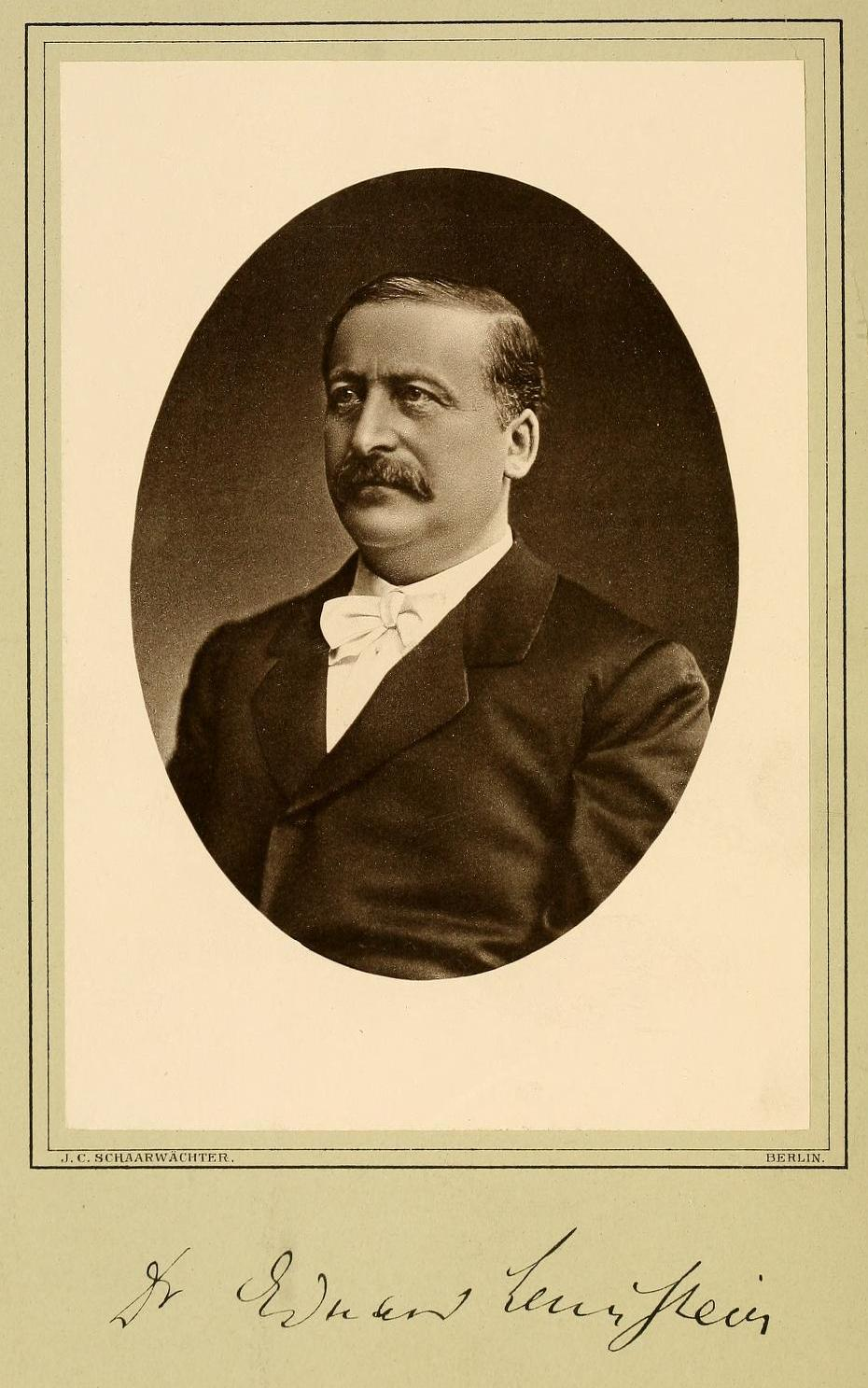
Eduard Levinstein

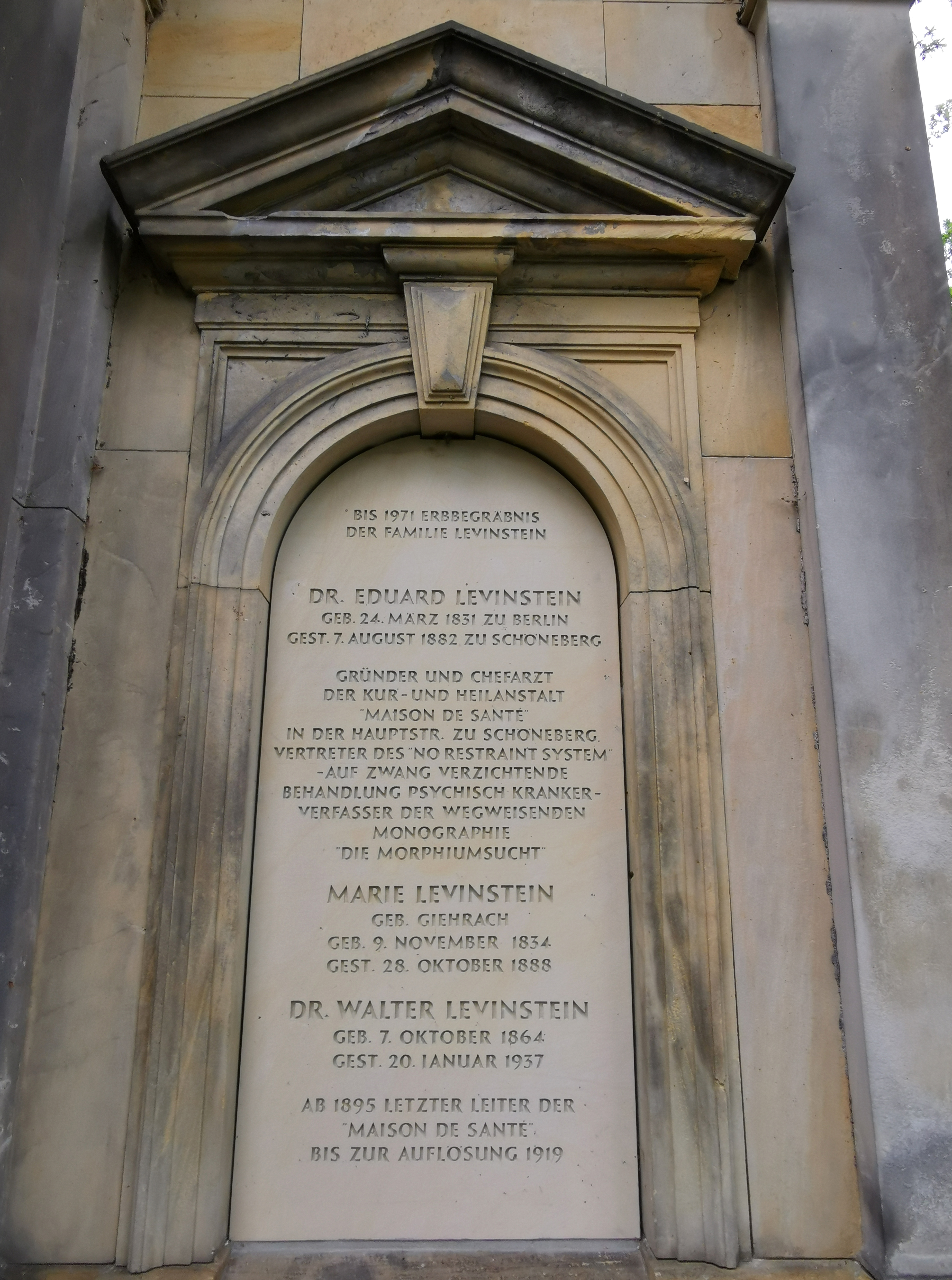
Gedenktafel am Familien-Mausoleum

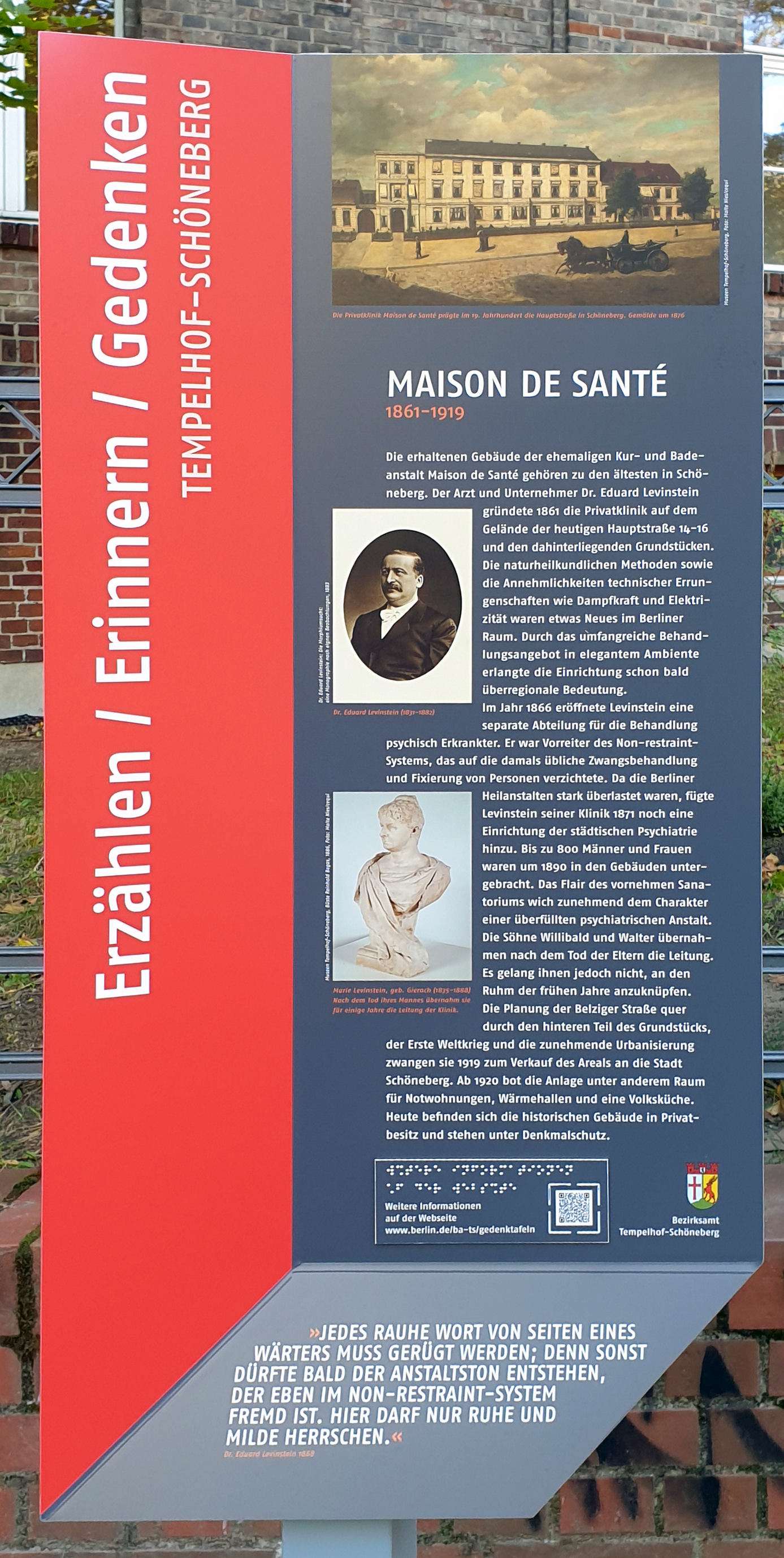
Gedenktafel in Berlin-Schöneberg

Eduard L. Levinstein (* 24. März 1831 in Berlin; † 7. August 1882 in Berlin-Schöneberg) war ein deutscher Mediziner und Psychiater.

## Leben und Werk
Levinstein studierte ab 1850 Medizin in Leipzig, Würzburg und Berlin. 1854 wurde er in Berlin promoviert (Dissertatio de Rhachialgia). Ab 1855 war er niedergelassener Arzt in Berlin-Schöneberg, damals noch Schöneberg.
Dort eröffnete er 1861 in der heutigen Hauptstraße 14–16 eine Brunnen- und Badeanstalt und zusätzlich eine Privatheilanstalt (Maison de santé), ab 1864 mit einer Abteilung für Lungenkranke (pneumatisches Cabinet), die nach Julius Pagel die Erste in Deutschland war. Er gründete auch einen Ableger des pneumatischen Cabinets in Bad Doberan. Auf Anregung des Psychiaters Wilhelm Griesinger, dem Direktor der psychiatrischen Klinik der Charité, fügte er auch eine Abteilung für psychisch Kranke hinzu. Die Maison de santé war später vor allem deswegen bekannt.
1867 wurde er Sanitätsrat und 1878 Geheimer Sanitätsrat.
Er führte in Deutschland als Erster das No-restraint-System in die Psychiatrie ein, den Verzicht auf die bis dahin praktizierten mechanischen Zwangsmaßnahmen bei psychisch Kranken. Bekannt war er auch für seine Beschreibung der Morphiumsucht und Therapieerfolge bei dieser. Levinstein veröffentlichte darüber Aufsätze und eine Monographie, die zuerst 1877 bei Hirschwald in Berlin erschien, und hielt zahlreiche Vorträge. Die Monographie wurde auch ins Französische (La morphiomanie, Paris: Masson 1878) und Englische (Morbid craving for morphia, London: Smith & Elder 1878) übersetzt. Er förderte auch die therapeutische Verwendung von Chloralhydrat und veröffentlichte über Vergiftungen durch dieses Medikament.
Levinstein wurde in einem Mausoleum auf dem Gemeindefriedhof Alt-Schöneberg begraben, das bis 1971 als Erbbegräbnis der Familie genutzt wurde.
Sein Sohn Walter Levinstein (1864–1937) war ebenfalls Mediziner und ab 1895 Nachfolger seines Vaters als Leiter der Maison de Santé (später hatte sie den Namen Heil- und Pflegeanstalt Schöneberg), die aber 1919 geschlossen wurde. Er war ab 1912 Sanitätsrat.
Das noch weitgehend erhaltene Gebäudeensemble der ehemaligen "Maison de Santé" wurde unter Denkmalschutz gestellt.

## Schriften (Auswahl)
- mit Moritz Jastrowitz: Die Morphiumsucht. Eine Monographie nach eignen Beobachtungen. Berlin: Verlag von August Hirschwald, 1883 (zuerst Berlin 1877, 2. Auflage 1879)[5]
- Über die freie Behandlung der Irren, Berliner Klinische Wochenschrift, Band 5, 1868, S. 536, Verhandlungen der Berliner Medizinischen Gesellschaft für 1867/68, Berlin 1871, S. 185–191
- Über die Wirkung des Chloralhydrats, Allg. Mediz. Central-Zeitung, Berlin, Band 38, 1869, S. 961–965
- Zur Pathologie. Therapie, Statistik, Prognose und gerichtsärztlichen Bedeutung der Morphiumsucht, Berliner Klinische Wochenschrift, Band 17, 1880, S. 73–77

## Ehrungen
Am 11. Oktober 2024 wurde in Berlin-Schöneberg eine Gedenktafel für das Maison de Santé enthüllt.
Im Sommer 2025 wird in einer Ausstellung des Schöneberg-Museums an das Maison de Santé erinnert.